# Stephen M. Young
Stephen Marvin Young, född 4 maj 1889 i Huron County, Ohio, död 1 december 1984 i Washington, D.C., var en amerikansk demokratisk politiker.
Young representerade delstaten Ohio i båda kamrarna av USA:s kongress, först i representanthuset 1933-1937, 1941-1943 samt 1949-1951 och sedan i senaten 1959-1971.
Young avlade 1911 juristexamen vid Western Reserve University och inledde sedan sin karriär som advokat i Ohio. Han deltog i första världskriget i fältartilleriet.
Young blev invald i representanthuset i kongressvalet 1932 och han omvaldes två år senare. Han kandiderade inte till omval i kongressvalet 1936 utan förlorade i demokraternas primärval inför guvernörsvalet i Ohio mot Martin L. Davey. Han blev invald i representanthuset på nytt i kongressvalet 1940. Han kandiderade utan framgång till omval i kongressvalet 1942.
Young besegrade sittande kongressledamoten George H. Bender i kongressvalet 1948. Två år senare förlorade han mot företrädaren Bender.
Young besegrade sittande senatorn John W. Bricker i senatsvalet 1958. Han hade inte fått stöd från kollegan och partikamraten Frank J. Lausche. Därför fick Lausche inte stå vid hans sida då han svor ämbetseden. Sex år senare vann han mot republikanen Robert Taft Jr. Han kandiderade utan framgång i demokraternas primärval inför presidentvalet i USA 1968. Young kandiderade inte till omval i senatsvalet 1970 och efterträddes i januari 1971 som senator av Taft.
Youngs grav finns på Norwalk Cemetery i Norwalk, Ohio.